# Hylophorbus tetraphonus
Hylophorbus tetraphonus és una espècie de granota de la família Microhylidae que viu a Indonèsia.
Està amenaçada d'extinció per la pèrdua del seu hàbitat natural.